# Tuffi ai Giochi della XXII Olimpiade - Piattaforma 10 metri maschile

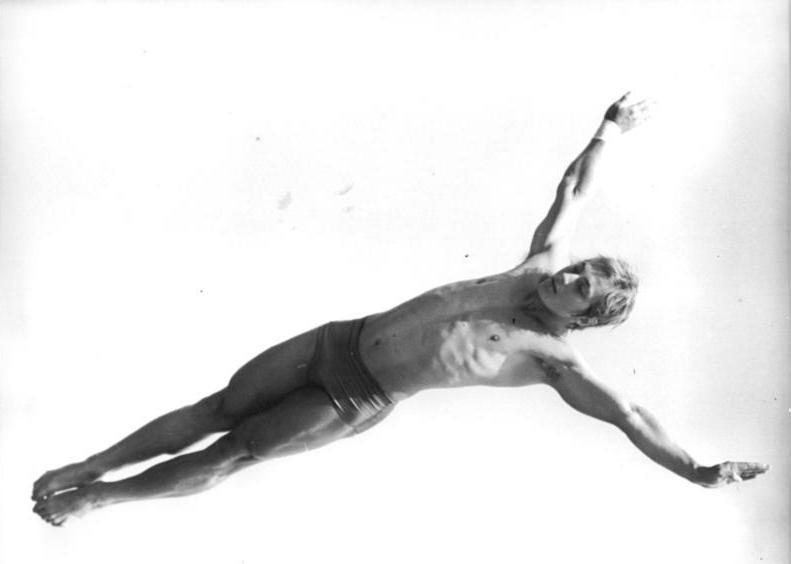
Falk Hoffmann vincitore della medaglia d'oro.

La competizione dei tuffi dalla piattaforma 10 metri maschile è stata una delle quattro gare di tuffi inclusa nel programma dei Giochi della XXII Olimpiade disputati a Mosca nel 1980.
La competizione è stata divisa in due fasi:
1. turno preliminare;
2. finale.

## Medaglie
| Posizione | Atleta               | Paese            |
| --------- | -------------------- | ---------------- |
|           | Falk Hoffmann        | Germania Est     |
|           | Uladzimir Alejnik    | Unione Sovietica |
|           | Davit' Hambarjowmyan | Unione Sovietica |

## Risultati
|    | Falk Hoffmann          | Germania Est     | 546,12 | 1  | 562,590 | 1 | 273,060 | 835,650 |  |  |
|    | Uladzimir Alejnik      | Unione Sovietica | 539,07 | 2  | 550,170 | 4 | 269,535 | 819,705 |  |  |
|    | Davit' Hambarjowmyan   | Unione Sovietica | 518,82 | 4  | 558,030 | 2 | 259,410 | 817,440 |  |  |
| 4  | Carlos Girón Gutiérrez | Messico          | 515,37 | 5  | 552,120 | 3 | 257,685 | 809,805 |  |  |
| 5  | Dieter Waskow          | Germania Est     | 515,16 | 6  | 545,220 | 5 | 257,580 | 802,800 |  |  |
| 6  | Thomas Knuths          | Germania Est     | 521,01 | 3  | 523,470 | 7 | 260,505 | 783,975 |  |  |
| 7  | Sergey Nemtsanov       | Unione Sovietica | 487,20 | 8  | 532,260 | 6 | 243,600 | 775,860 |  |  |
| 8  | Niki Stajkovic         | Austria          | 493,89 | 7  | 478,200 | 8 | 246,945 | 725,145 |  |  |
|    |                        |                  |        |    |         |   |         |         |  |  |
| 9  | Christopher Snode      | Gran Bretagna    | 468,21 | 9  |         |   |         |         |  |  |
| 10 | Claus Thomsen          | Danimarca        | 467,76 | 10 |         |   |         |         |  |  |
| 11 | Salvador Sobrino       | Messico          | 456,87 | 11 |         |   |         |         |  |  |
| 12 | Kenneth Grove          | Australia        | 447,12 | 12 |         |   |         |         |  |  |
| 13 | Alexandru Adrian Bagiu | Romania          | 436,02 | 13 |         |   |         |         |  |  |
| 14 | Némedi Károly          | Ungheria         | 429,75 | 14 |         |   |         |         |  |  |
| 15 | Francisco Rueda        | Messico          | 428,52 | 15 |         |   |         |         |  |  |
| 16 | Stephen Foley          | Australia        | 427,44 | 16 |         |   |         |         |  |  |
| 17 | Radoslav Radev         | Bulgaria         | 406,89 | 17 |         |   |         |         |  |  |
| 18 | Petar Georgiev         | Bulgaria         | 391,32 | 18 |         |   |         |         |  |  |
| 19 | Martyn Brown           | Gran Bretagna    | 380,91 | 19 |         |   |         |         |  |  |
| 20 | Milton Machado         | Brasile          | 373,06 | 20 |         |   |         |         |  |  |
| 21 | Cesar Augusto Jiménez  | Rep. Dominicana  | 369,09 | 21 |         |   |         |         |  |  |
| 22 | David Parrington       | Zimbabwe         | 356,76 | 22 |         |   |         |         |  |  |
| 23 | Abdullah Mayouf        | Kuwait           | 326,34 | 23 |         |   |         |         |  |  |